# Frederick Grace
Frederick „Fred“ Grace (* 29. Februar 1884 in Edmonton, Middlesex; † 23. Juli 1964 in Ilford, Essex) war ein britischer Boxer.
Vor den Olympischen Spielen 1908 in London galt Grace als Außenseiter, denn zuvor hatte er noch keinen einzigen Titel gewonnen. Grundlage für seinen überraschenden Olympiasieg war der Viertelfinalkampf, in welchem er den Favoriten Matt Wells nach Punkten bezwang. Das Halbfinale konnte er mit einem Freilos überspringen und im Finale setzte er sich ebenfalls nach Punkten gegen seinen Landsmann Frederick Spiller durch.
Danach gewann Grace zwischen 1909 und 1920 viermal den englischen Meistertitel. Seinen Olympiasieg konnte er 1912 nicht wiederholen, da Boxen damals in Schweden verboten war. 1920 in Antwerpen verlor er bereits in der ersten Runde gegen den späteren Olympiasieger Samuel Mosberg.
Fast sein ganzes Berufsleben lang arbeitete Grace als Ingenieur für Heizungsanlagen. Er starb im Alter von 80 Jahren, als er während eines Spaziergangs von einem Auto überfahren wurde.